# 丁酰氯
丁酰氯是一种有机化合物，化学式 CH3CH2CH2C(O)Cl.它是一种有泼辣气味的无色液体。丁酰氯可溶于非质子有机溶剂，但易与水和醇反应。它通常由丁酸的氯化而成。

## 制备
丁酰氯可以由丁酸和氯化亚砜反应而成。
{\displaystyle \mathrm {C_{4}H_{7}OOH+SOCl_{2}\longrightarrow C_{4}H_{7}ClO+SO_{2}+HCl} }

## 用处
丁酰氯在有机化学中可用于傅-克反应。
丁酰氯的衍生物克用于制造农药、药物、香水固定剂、聚合催化剂和染料。丁酰氯也常用作有机合成的中间体，用于制备药物、农用化学品、染料、酯和过氧化物。

## 危险性
丁酰氯和空气形成爆炸性混合物。